# Jonas Jarutis
 (mai 2021).
Jonas Jarutis, né le 25 mai 1963 à Viekšniai dans le district de Mažeikiai, est une personnalité politique et publique de Lituanie et de la municipalité du district de Kupiškis.
Il a été élu le maire de la municipalité du district de Kupiškis (2007-2015), le member du Seimas de la République de Lituanie en 2016 et en 2020, en 2020 - il a été élu le vice-président du Seimas de la République de Lituanie.